# 剪切 (地質)

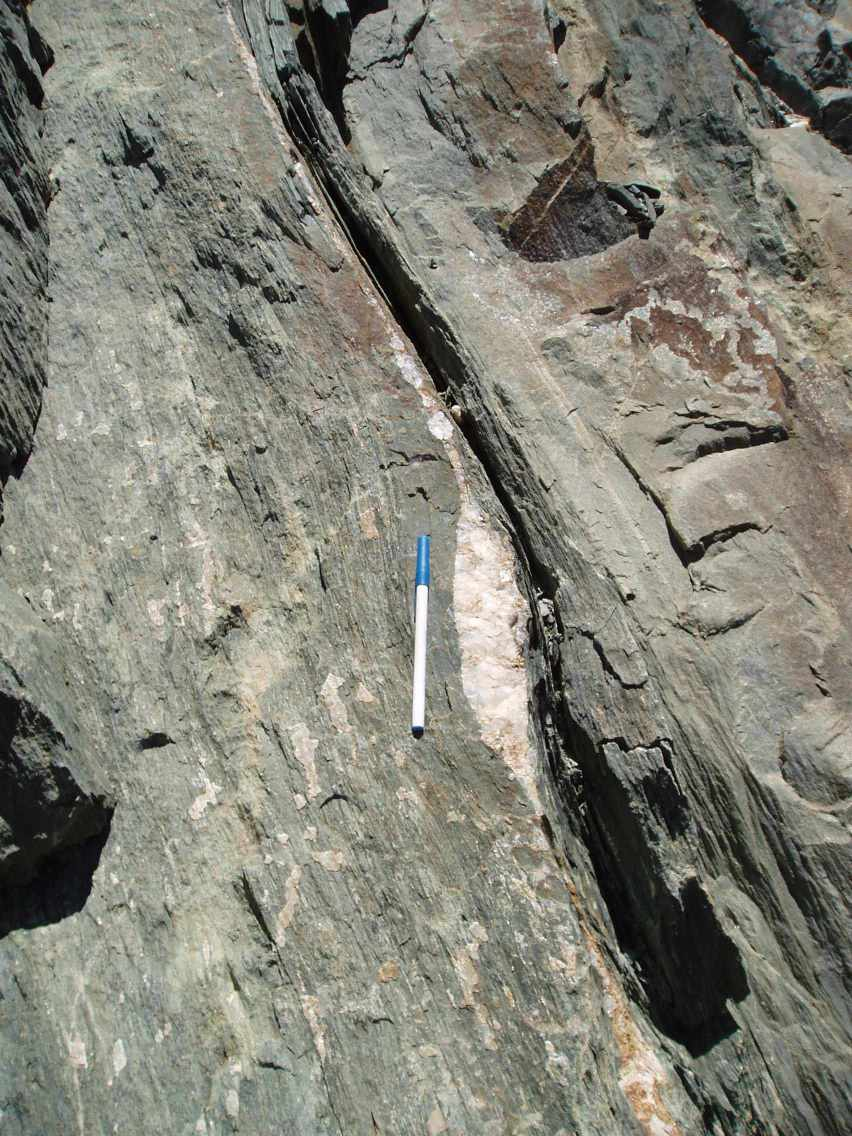
由石英組成的石香腸礦脈呈現左旋剪切斷層，地點：西澳大利亞星光礦坑

剪切（英語：shear）是岩石對壓縮應力引起的變形的反應，並形成特定的紋理。 剪切可以是均質的或非均質的，並且可分爲純剪切或簡單剪切。 在地質科學的剪切研究與構造地質學、岩石微觀結構或岩石質地和斷層力學的研究有關。
剪切過程發生在脆性、脆韌性和韌性岩石中。 在純脆性岩石中，壓應力導致壓裂和簡單斷層。

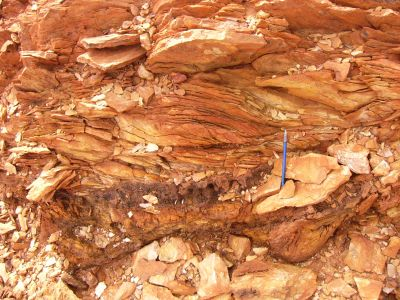
澳大利亞格倫加里盆地 Labouchere 礦玄武岩中的不對稱左旋剪切

### 岩石
剪切帶的典型岩石包括糜棱岩、碎裂岩、S-構造岩和L-構造岩、假速長岩、某些角礫岩和高度葉理的圍岩。

### 剪切帶
剪切帶是在岩層中一個板狀到片狀、平面或曲線平面的區域，在此區域中的岩石比鄰近該區域受更高的應變。 通常這是一種斷層類型，但沒有明顯的斷層面。 剪切帶内可能有更強烈的葉理狀紋理、變形和褶皺或梯狀岩脈及裂縫。
許多剪切帶都有礦床，是由造山帶中的熱液造成的。 它們經常顯示出退階變質作用，及交代變質作用特徵。
剪切帶規模大小不一，由幾英寸寬，或高達幾公里寬。 通常它們處於構造區塊的邊緣，大的剪切帶是可繪製的單元，並形成重要的不整合帶。 因此，許多大而長的剪切帶與斷層系統相同的被命名。
當斷層的水平位移達到到幾十或幾百公里的長時，該斷層被稱為大剪切。 通常是古代板塊構造的邊緣。

### 剪切機制

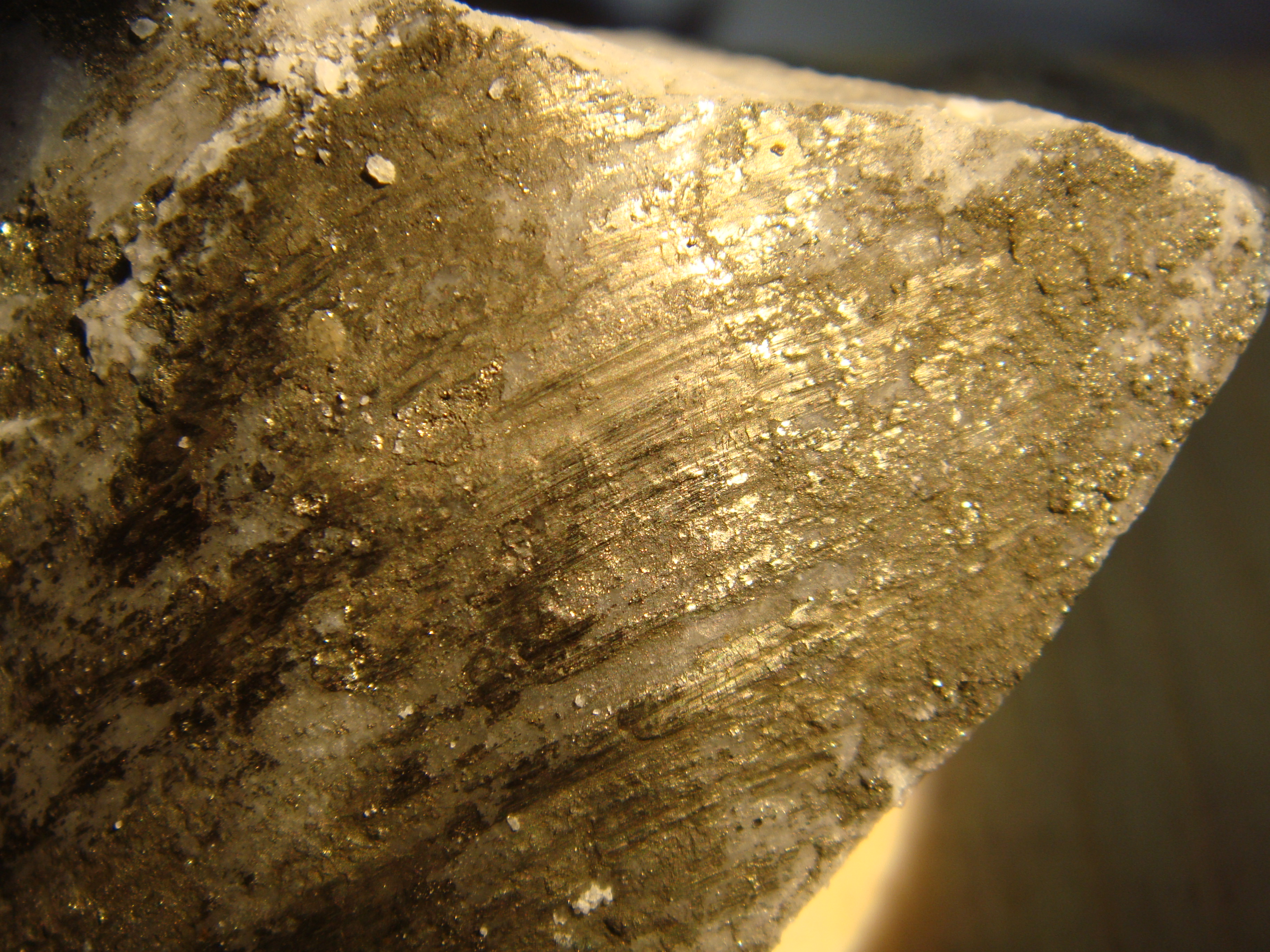
黃鐵礦的右旋滑面

剪切機制取決於岩石所受的壓力和溫度以及剪切速率。不同的剪切機制造成不同安定岩石變形。
在比較脆的流變條件（較冷、較小的圍壓）或高應變率下，剪切區往往以脆性破壞爲特徵；包解解礦物個體，將其磨碎成角礫岩。
在脆韌條件下,對剪切力的適應，不靠岩石的斷裂，而依賴礦物個體和礦物晶格內部的機制來適應。例如在壓縮應力下，葉理紋理會消失。
在韌性條件下，岩石對剪切力的，是通過礦物的破裂和亞晶界的生長以及晶格的滑移。此種應變在板狀礦物，尤其是雲母，最明顯。
糜棱岩是韌性剪切帶的代表

### 剪切帶的微觀結構
在剪切開始期間，首先在岩體中形成穿透性平面葉理。其特徵為紋理的重新排列、雲母的生長和重新排列以及新礦物的生長。
初始剪切葉理通常垂直於主要縮短的方向形成，並且是對縮短方向的指標。在對稱縮短中，物體在這種剪切葉理結構上變平。
在不對稱剪切區域內，物體進行縮短類似於糖漿球在被塗抹時變平，通常為橢圓形。若在剪切帶內具有顯著位移，剪切層理可能與剪切帶的總平面呈小角度形成。這種葉理類似一組正弦葉理，與主切變葉理成小角度。這種岩石被稱為 L-S 構造岩。
若在剪切帶內具有較大的橫向運動，則應變橢圓會延長成雪茄狀的體積。而剪切葉面開始分解成鋼筋線或拉伸線。這種岩石被稱為L-構造岩。

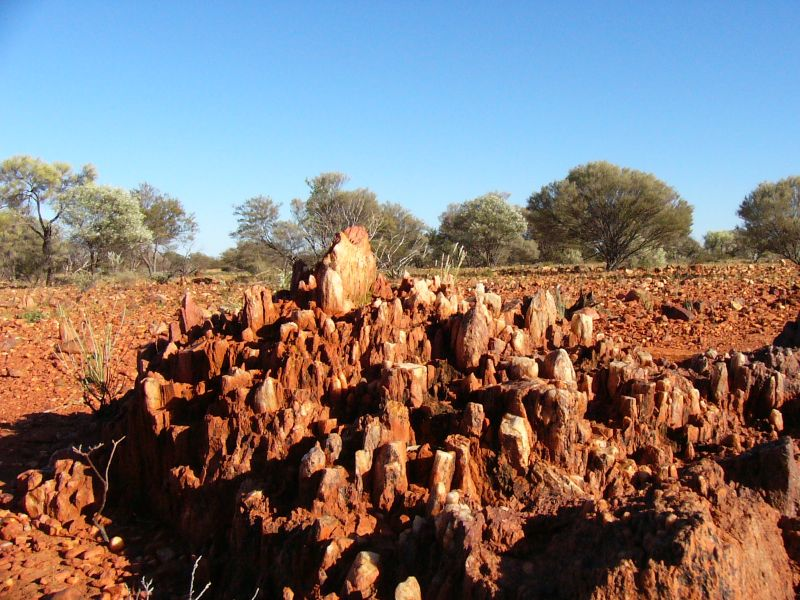
拉伸的卵石礫岩 L-構造岩，顯示在澳大利亞格倫加里盆地剪切帶內的拉伸線。有明顯的不對稱剪切力將礫岩中的卵石拉伸成細長的雪茄形棒

### 延性剪切顯微組織

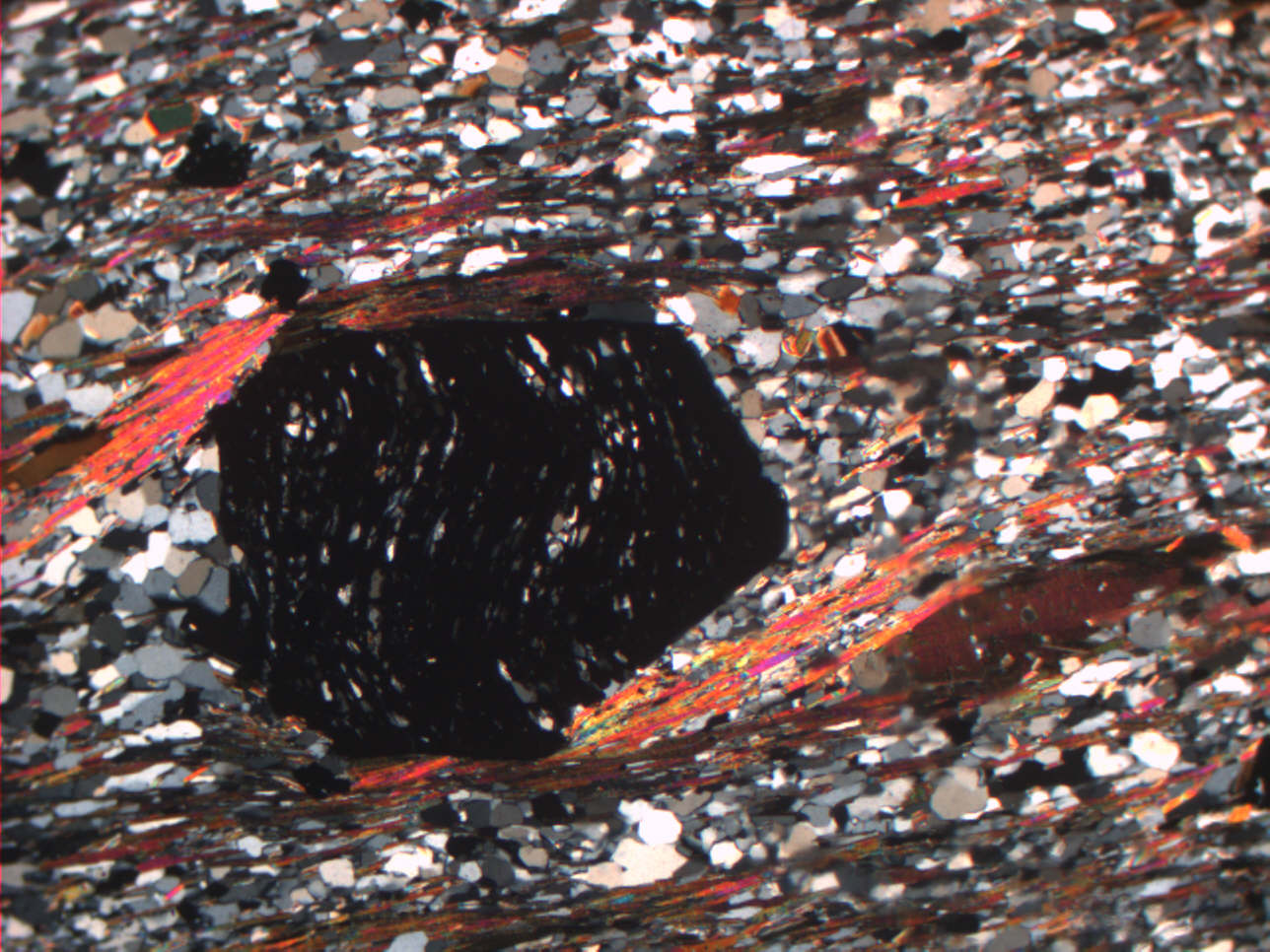
石榴石-雲母片岩的薄片（交叉極面）顯示石榴石、雲母魚和細長礦物的旋轉斑狀細胞。該標本來自挪威附近的剪切帶（奧塞衝斷層），中心的石榴石（黑色）直徑約為 2 毫米

韌性剪切，能產生非常獨特的紋理。在韌性剪切帶中觀察到的一組重要的微觀結構是 S 面、C 面和 C' 面。 
- S平面或片岩平面通常由雲母或板狀礦物排列形成的平面， 也是扁平應變橢圓的長軸。
- C-plane 平面平行於剪切帶邊界。 C 和 S 平面之間的角度總是銳角，並指出剪切方向。通常，C-S 角越低，應變越大。
- C'平面，也稱為剪切帶和二次剪切紋理，通常在具強葉理的糜棱岩，尤其是千糜岩中可觀察到，並且與 S 平面成約 20 度角形成。

由S-C 和 S-C' 結構所顯示的剪切方向與剪切帶方向一致。 其他可以鑒定剪切方向的微觀結構包括： • S狀岩脈 • 雲母魚 • 旋轉的殘碎斑晶•岩香腸 • 不對稱褶皺

### 走滑挤壓
走滑挤壓是在構造板塊斜向碰撞和非正交俯衝過程中形成的構造。通常是斜滑逆衝斷層和走滑或轉換斷層的混合物。走滑挤壓的微觀結構有是鋼筋線、糜棱岩、具眼状构造的片麻岩、雲母魚等。
走滑挤壓是一種走滑變形之一，它與簡單的剪切變形不同之處，在於同時具有垂直於斷層走向的挤壓分量。這種運動最終會導致斜剪切。構造變形通常不太可能是“純” 挤壓或“純”走滑變形。挤壓和走滑的相對量可以用收斂角 α 表示，範圍從零（純走滑）到 90 度（純挤壓）。遭擠壓的地殼會在地殼中產生垂直增厚。走滑挤壓在板塊邊界中由斜向聚合造成。 在局部地區，走滑挤壓是在走滑斷裂帶的約约束弯曲内造成。
新西蘭的阿爾卑斯山斷裂帶是一個典型的例子，太平洋板塊對印澳板塊的斜向俯沖造成斜向走滑活動。此地的造山帶呈梯形，以斜角的分支斷層、陡傾的推覆體和斷彎褶皺為主。
在新西蘭阿爾卑斯山的片岩的特點是有鋸齒狀和剪切的千枚岩。山的本身它以每年8-10毫米的速度被推高，該地區容易發生大地震，其南斷塊是向上和向西方向的運動。

### 走滑拉张
走滑拉张是呈斜角方向的拉张力造成的。裂谷帶的斜向正斷層和滑脫斷層是走滑拉张的典型構造。走滑拉张的顯微結構包括鋼筋線或拉伸線、拉伸的斑状变晶
、糜棱岩等。